# جرج وانگ
جرج وانگ (انگلیسی: George Wang؛ ‏ ۱۲ نوامبر ۱۹۱۸ – ۲۷ مارس ۲۰۱۵) بازیگر اهل تایوان بود.
از فیلم‌هایی که وی در آن نقش داشته‌است، می‌توان به نوبت توست که بمیری، دکتر گلدفوت و دختران آتشپاره، ۵۵ روز در پکن، حتی فرشتگان هم لوبیا می‌خورند، آقای هرکول، صحرای آتش و مغول‌ها اشاره کرد.